# Лас Каролинас (Порторико)
Лас Каролинас (шп. Las Carolinas) град је у америчкој острвској територији Порторико, острвској држави Кариба.

## Демографија
По попису из 2010. године број становника је 2.570.
| Група             | 2000.    | 2010.         |
| Белци             | 0 (0,0%) | 5 (0,2%)      |
| Афроамериканци    | 0 (0,0%) | 357 (13,9%)   |
| Азијати           | 0 (0,0%) | 0 (0,0%)      |
| Хиспаноамериканци | 0 (0,0%) | 2.564 (99,8%) |
| Укупно            | 0        | 2.570         |